# Kurt Burnette

Bischofswappen von Kurt Burnette mit dem Wahlspruch

Kurt Richard Burnette (* 7. November 1955 in Fakenham, Norfolk, Großbritannien) ist ein US-amerikanischer Geistlicher und seit 2013 Bischof der ruthenischen griechisch-katholischen Eparchie Passaic.

## Leben
Kurt Burnette wurde als Kind amerikanischer Eltern in England geboren, sein Vater war als Soldat der US Air Force während des Koreakrieges auf der Royal Air Force Station Sculthorpe stationiert. Er wuchs in Texas auf, besuchte die Rice University in Houston und später die University of Utah. Nach der Priesterausbildung am Byzantine Catholic Seminary of Ss. Cyril and Methodius in Pittsburgh empfing er am 11. April 1988 in der St.-Mary-Kathedrale in Los Angeles das Sakrament der Priesterweihe. Er diente zunächst in der byzantinisch-katholischen Eparchie Van Nuys, deren Sitz 2009 nach Phoenix verlegt wurde, und betreute Gemeinden in Fontana (Kalifornien), Portland (Oregon), Las Vegas und Albuquerque. Nach weiteren Studien des kanonischen Rechts in Rom wurde er 2012 Rektor des byzantinisch-katholischen Priesterseminars in Pittsburgh.
Am 29. Oktober 2013 ernannte ihn Papst Franziskus zum Bischof der Eparchie Passaic, die für die ruthenischen Katholiken des byzantinischen Ritus an der Ostküste der Vereinigten Staaten zuständig ist. Der Erzbischof von Pittsburgh, William Charles Skurla, spendete ihm am 4. Dezember desselben Jahres in der St.-Michael-Kathedrale in Passaic (New Jersey) die Bischofsweihe. Mitkonsekratoren waren der Bischof von Parma, John Michael Kudrick, und der Bischof von Phoenix, Gerald Dino.
Am 20. Oktober 2020 bestellte ihn Papst Franziskus zusätzlich zum Apostolischen Administrator der vakanten Eparchie Saints Cyril and Methodius of Toronto. Mit deren Statusänderung zum Apostolischen Exarchat Saints Cyril and Methodius of Toronto wurde er am 3. März 2022 als Administrator bestätigt. Zudem ernannte ihn Papst Franziskus am 23. Januar 2023 zum Apostolischen Administrator der vakanten Eparchien Parma und Phoenix.